# 少林寺 (各務原市)

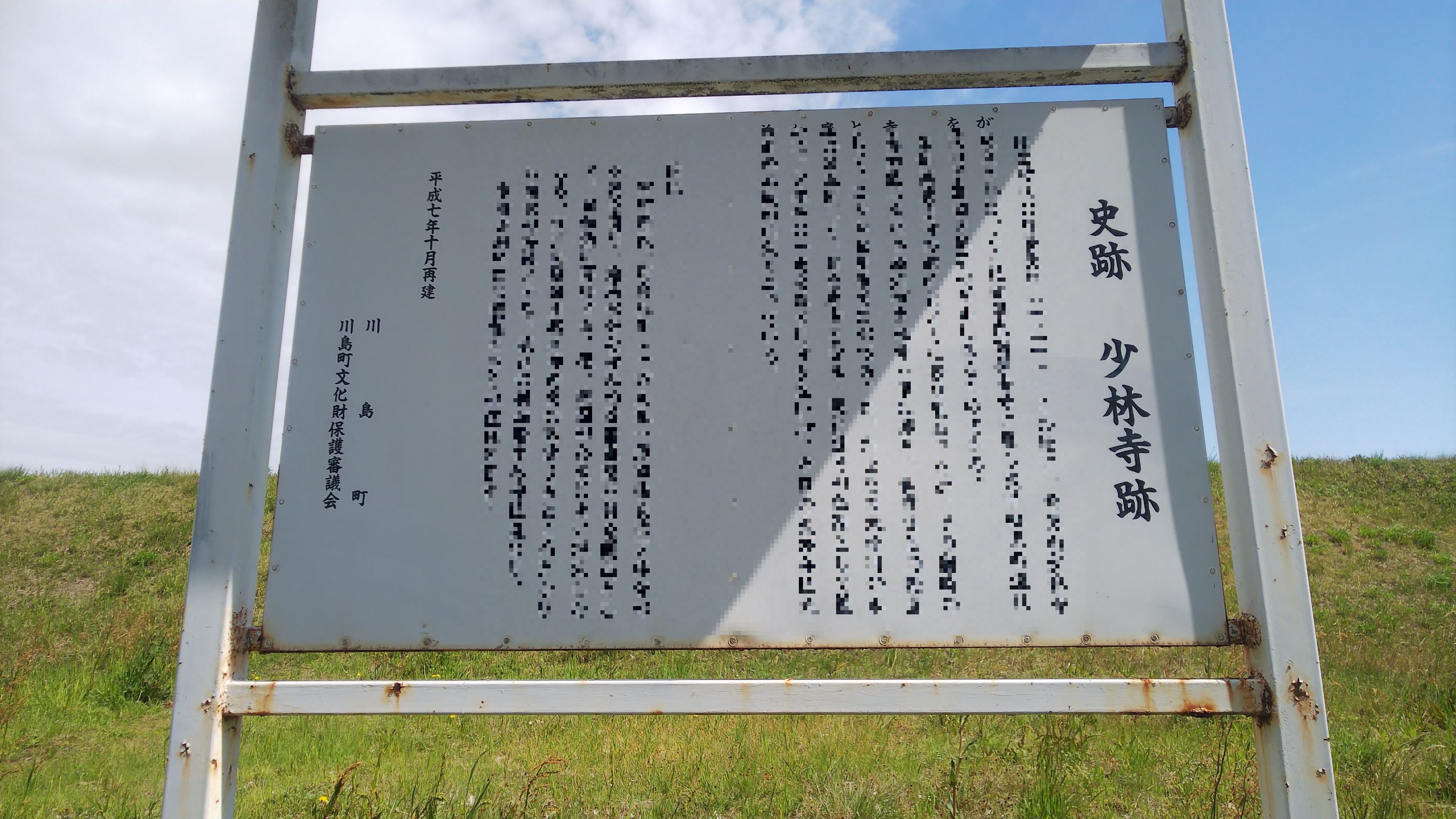
少林寺跡地の案内板（川島町）

少林寺（しょうりんじ）は、岐阜県各務原市那加新加納町にある臨済宗妙心寺派の聖澤派(東陽派)の寺院。山号は龍慶山。美濃四国札所第二十八札所。美濃四観音の一つ。

## 沿革
鎌倉時代の応長元年（1311年）、尾張国葉栗郡小網島村（後の岐阜県羽島郡川島町、現在の各務原市川島小網町）に臨済宗南禅寺派の寺院として、夢窓疎石が開山した。
かなり大規模な伽藍であったと伝えられている。しかし、この地は尾張国と美濃国の国境付近で、しばしば境川（現木曽川の旧流）の氾濫に悩まされており、正中2年（1325年）には洪水により大きな被害を受けたという。
やがて幾度かの洪水の影響で荒廃したが、明応8年（1499年）、薄田祐貞が東陽英朝を招き、臨済宗妙心寺派(聖澤派・東陽派)の寺院として再興し、新加納（現在の各務原市那加新加納町）に移転した。
旧少林寺跡は、岐阜県消防学校の敷地、及びその北の木曽川河川敷にあたる。
永禄8年（1563年）、織田信長の美濃攻め（新加納の戦い）により焼失。
関ヶ原の戦い後、松倉城城主の坪内利定が羽栗郡各務郡を治める大身旗本となると、新加納陣屋を築いた。この際、少林寺を坪内氏の菩提寺として再建した。

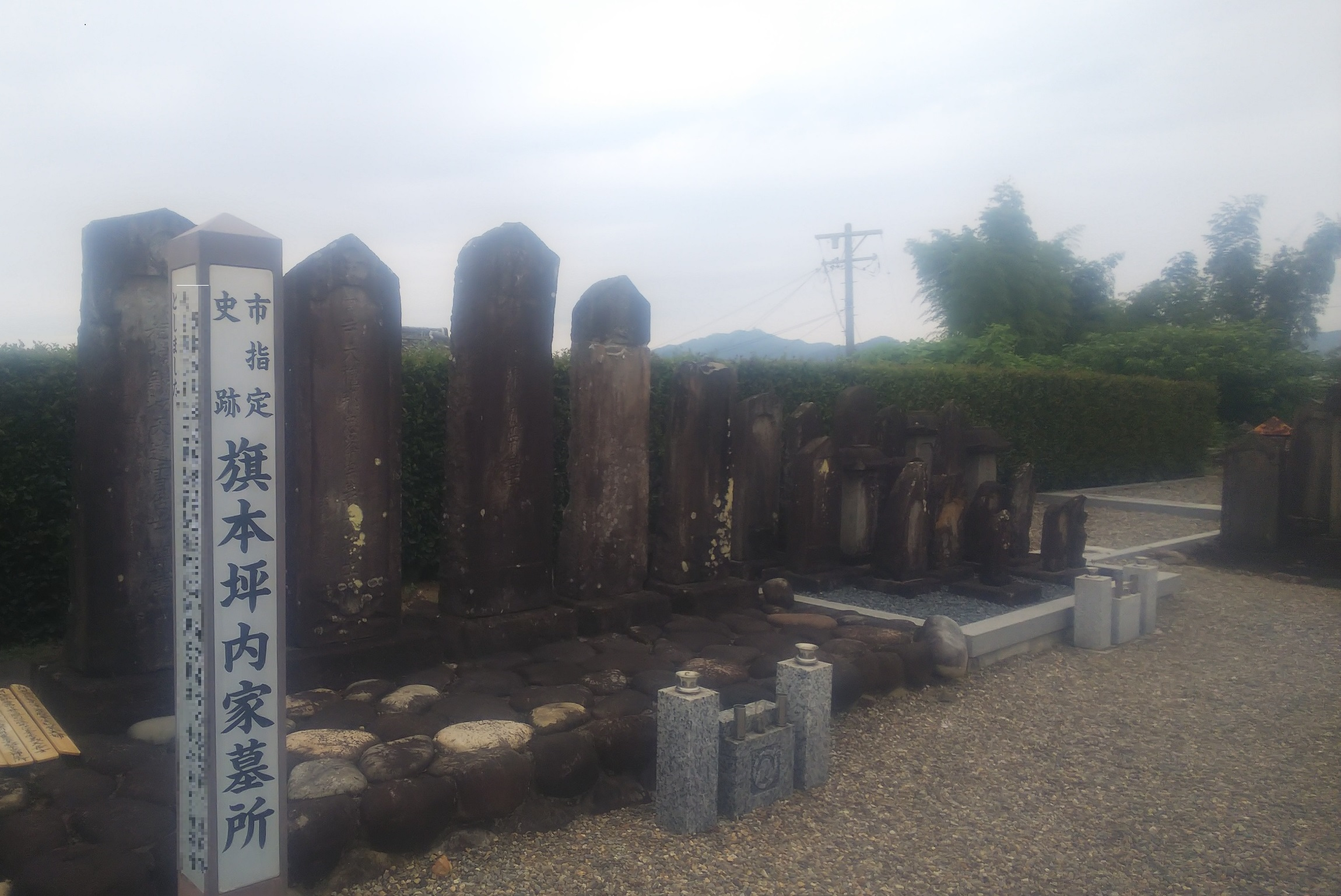
旗本坪内家墓所

## 文化財
岐阜県指定重要文化財
- 紙本墨書東陽英朝筆辞世偈[1]

岐阜県指定史跡
- 東陽英朝禅師塔所[2]

各務原市指定文化財
- 旗本坪内家墓所（史跡）[3]
- 稲荷堂（建造物）[3]
- 東陽英朝禅師頂相（絵画）[3]
- 本国加州富樫庶流坪内家一統系図並由緒（典籍）[3]

## 交通アクセス
- 名鉄各務原線 新加納駅下車。徒歩で約5分。
- 各務原市ふれあいバス：川島線「新加納駅南」バス停下車。徒歩で約3分。